# 希斯克利夫 (1984年動畫)
希斯克利夫（Heathcliff），又名希斯克利夫和卡蒂拉克貓（Heathcliff and the Catillac Cats），是一部美國兒童電視動畫系列，於1984年9月首播。該動畫基於喬治·蓋特利於1973年創作的同名漫畫系列，為該漫畫的第二部動畫作品。

## 概要
系列有兩季共86集，每集都分為兩個片段，第一部份是關於一隻橘貓希斯克利夫（Heathcliff）和牠的朋友們，而第二部份是關於卡蒂拉克貓（the Catillac Cats），一群住在垃圾場的貓的故事。儘管兩個故事都發生在同一個世界線，但分屬不同城鎮，兩故事的主角也未同時登場。
在每一集的結尾和片尾字幕之前，希斯克利夫或節目中的其他角色都會向觀眾提供與寵物護理相關的提示。

## 外部連結
- Heathcliff at DHX Media Website
- 大卡通上《Heathcliff and The Catillac Cats》的資料
- 互联网电影数据库（IMDb）上《Heathcliff & the Catillac Cats》的资料（英文）